# Col du Firstplan
De Col du Firstplan is een 722 meter hoge bergtop in de Vogezen.
De col is gelegen in het departement van de Haut-Rhin in de gemeente Soultzbach-les-Bains.

## Wielrennen
De Col is in de Ronde van Frankrijk al viermaal beklommen. Als eerste boven op de col waren:
- Ronde van Frankrijk 1969:  Joaquim Agostinho
- Ronde van Frankrijk 1971:  Joop Zoetemelk
- Ronde van Frankrijk 2009:  Heinrich Haussler
- Ronde van Frankrijk 2014:  Thomas Voeckler